# Domestic Airlines
Domestic Airlines est une filiale à 100 % d’Air Algérie, créée pour renforcer le réseau national de transport aérien. Cette initiative a été officialisée le 3 juillet 2025, après l’intégration de Tassili Airlines, anciennement détenue par Sonatrach, dans le giron d’Air Algérie .
L’objectif principal de Domestic Airlines est d’améliorer la connectivité entre les différentes régions de l’Algérie, en particulier les zones du sud et les régions isolées, en offrant des services aériens fiables et accessibles.()
🛫 Flotte et équipements
Pour soutenir ses opérations, Domestic Airlines a commandé 16 nouveaux ATR 72-600, un appareil turbopropulseur de 72 sièges, adapté aux courtes distances et aux pistes régionales. Cette commande, la plus importante jamais réalisée par un opérateur africain auprès d’ATR, est prévue pour être livrée entre 2026 et 2028 . 
Ces avions seront équipés de moteurs PW127XT de Pratt & Whitney Canada, offrant une meilleure efficacité énergétique et des performances accrues sur les routes intérieures. Un simulateur de vol pour l’ATR 72-600 sera également installé, le premier du genre en Afrique, afin de former le personnel navigant et technique . 
🗺️ Réseau et destinations
Domestic Airlines desservira un large éventail de destinations à travers l’Algérie, en complément du réseau existant d’Air Algérie. Les lignes intérieures seront opérées principalement à l’aide des ATR 72-600, permettant une desserte plus fréquente et plus directe des régions éloignées.()
La fusion avec Tassili Airlines permettra également de renforcer le réseau existant, en intégrant de nouvelles destinations et en optimisant les horaires de vol pour mieux répondre aux besoins des passagers .
🌱 Engagement en faveur de la durabilité
Domestic Airlines s’engage à réduire son empreinte carbone en investissant dans des appareils modernes et économes en carburant. L’ATR 72-600, avec ses moteurs de dernière génération, offre une consommation de carburant réduite et une empreinte sonore diminuée, contribuant ainsi à des opérations plus écologiques . 
🏢 Structure et gouvernance
Domestic Airlines opère sous la houlette d’Air Algérie, avec une direction dédiée chargée de superviser les opérations quotidiennes, la maintenance, la formation et la gestion du personnel. Cette structure permet une coordination efficace entre les différentes entités du groupe, assurant une gestion optimale des ressources et une qualité de service homogène à travers le pays.()

🔮 Perspectives d’avenir
Avec l’intégration de Tassili Airlines et l’acquisition de nouveaux appareils, Domestic Airlines prévoit d’élargir son réseau et d’augmenter la fréquence de ses vols pour mieux desservir les besoins croissants en transport aérien intérieur. L’objectif est de positionner Domestic Airlines comme un acteur clé du développement économique et social de l’Algérie, en facilitant la mobilité des citoyens et en soutenant les initiatives de développement régional.()

Domestic Airlines est la filiale d’Air Algérie pour les vols intérieurs, née de l’intégration de Tassili Airlines. Elle utilise des ATR 72-600 pour desservir tout le pays, améliore la connectivité régionale et mise sur l’efficacité et l’écologie.